# Foveosculum truncatum
Foveosculum truncatum är en stekelart som beskrevs av Heinrich 1967. Foveosculum truncatum ingår i släktet Foveosculum och familjen brokparasitsteklar. Inga underarter finns listade i Catalogue of Life.